# Pie de la Cuesta, Chihuahua
Pie de la Cuesta är en ort i Mexiko.   Den ligger i kommunen Guadalupe y Calvo och delstaten Chihuahua, i den centrala delen av landet, 1 100 km nordväst om huvudstaden Mexico City. Pie de la Cuesta ligger 2 305 meter över havet och antalet invånare är 172.
Terrängen runt Pie de la Cuesta är huvudsakligen lite kuperad. Pie de la Cuesta ligger nere i en dal. Runt Pie de la Cuesta är det mycket glesbefolkat, med 6 invånare per kvadratkilometer. Närmaste större samhälle är El Cócono, 20,0 km öster om Pie de la Cuesta. I omgivningarna runt Pie de la Cuesta växer huvudsakligen savannskog.